# Jaapiella ruthenicae
Jaapiella ruthenicae är en tvåvingeart som beskrevs av Fedotova 1995. Jaapiella ruthenicae ingår i släktet Jaapiella och familjen gallmyggor.
Artens utbredningsområde är Kazakstan. Inga underarter finns listade i Catalogue of Life.